# 令和4年台風第15号

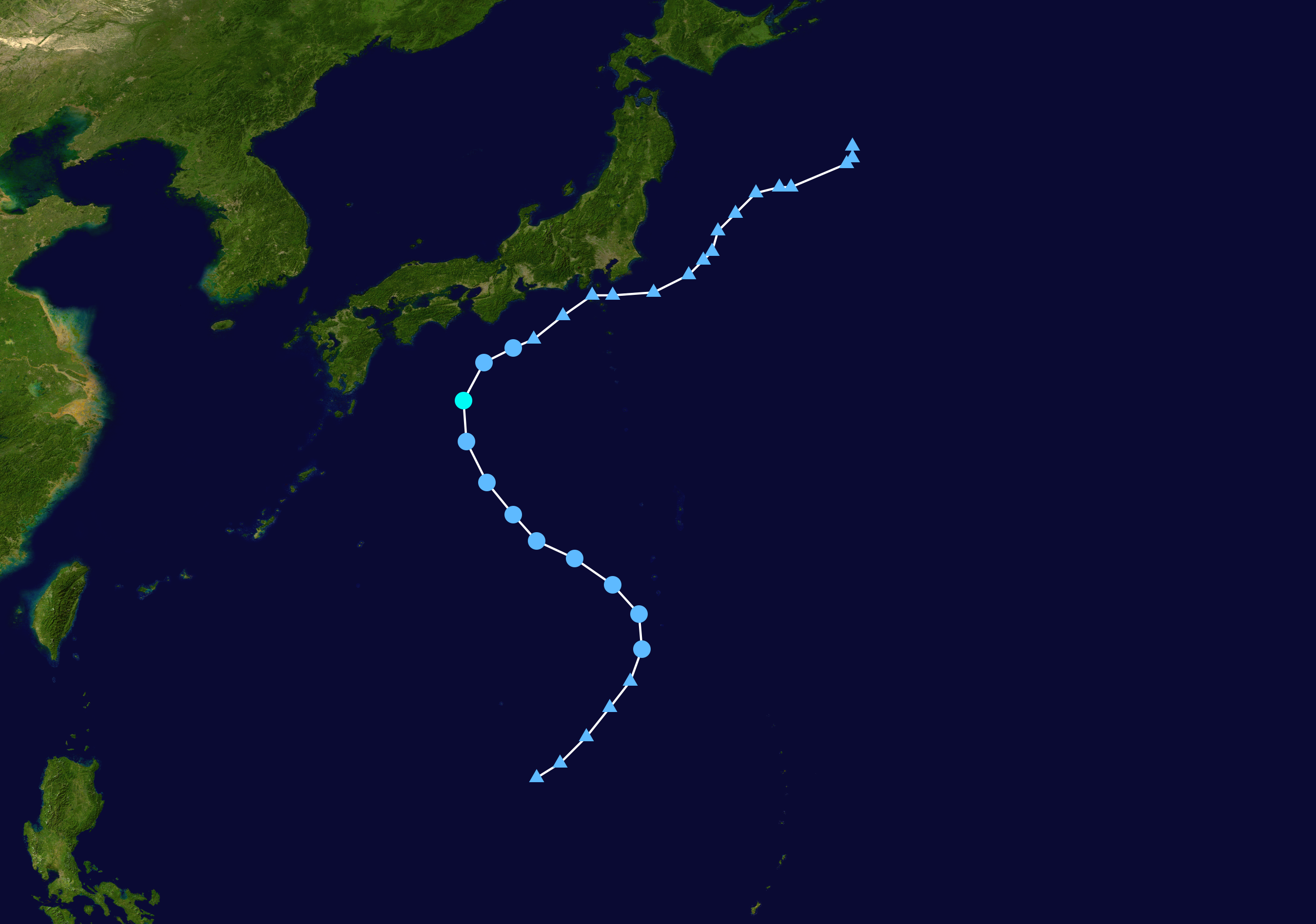
台風の進路図

令和4年台風第15号（れいわ4ねんたいふうだい15ごう）は、2022年9月23日9時に室戸岬の南で発生した台風である。アジア名は「Talas」。

## 概要
この台風はいわゆる「雨台風」であり、勢力はあまり強くなかったが（最低気圧は1000hPa）、台風が本州に接近した影響で静岡県などでは9月23日夜から24日朝にかけて記録的な大雨となった。台風は24日9時に温帯低気圧に変わったが、関東や東北南部などでも激しい雷雨となった。
23日夜から24日未明にかけて、静岡県内の11市町（静岡市、島田市、焼津市、藤枝市、牧之原市、吉田町、川根本町、浜松市，磐田市、掛川市、森町）に記録的短時間大雨情報が16度（計32回）も発表された。
| 記録的短時間大雨情報の発表状況 | 記録的短時間大雨情報の発表状況 | 記録的短時間大雨情報の発表状況 | 記録的短時間大雨情報の発表状況 |
| ------------------------------ | ------------------------------ | ------------------------------ | ------------------------------ |
| 9月23日                        | 21:40                          | 牧之原市付近                   | 120 mm以上                     |
| 9月23日                        | 21:40                          | 島田市付近                     | 110 mm                         |
| 9月23日                        | 21:50                          | 島田市付近                     | 120 mm以上                     |
| 9月23日                        | 21:50                          | 浜松市南部付近                 | 120 mm                         |
| 9月23日                        | 21:50                          | 焼津市付近                     | 120 mm                         |
| 9月23日                        | 21:50                          | 吉田町付近                     | 120 mm                         |
| 9月23日                        | 21:50                          | 磐田市付近                     | 110 mm                         |
| 9月23日                        | 21:50                          | 藤枝市付近                     | 110 mm                         |
| 9月23日                        | 22:00                          | 藤枝市付近                     | 120 mm以上                     |
| 9月23日                        | 22:20                          | 静岡市南部山間部付近           | 110 mm                         |
| 9月23日                        | 22:20                          | 静岡市平野部付近               | 110 mm                         |
| 9月23日                        | 22:30                          | 静岡市南部山間部付近           | 120 mm以上                     |
| 9月23日                        | 22:50                          | 浜松市北部平野部付近           | 110 mm                         |
| 9月23日                        | 22:50                          | 森町付近                       | 110 mm                         |
| 9月23日                        | 23:00                          | 浜松市北部山間部付近           | 110 mm                         |
| 9月23日                        | 23:50                          | 川根本町付近                   | 120 mm                         |
| 9月23日                        | 23:50                          | 島田市付近                     | 110 mm                         |
| 9月24日                        | 0:00                           | 掛川市付近                     | 110 mm                         |
| 9月24日                        | 0:10                           | 静岡市北部山間部付近           | 110 mm                         |
| 9月24日                        | 0:10                           | 磐田市付近                     | 110 mm                         |
| 9月24日                        | 0:10                           | 藤枝市付近                     | 110 mm                         |
| 9月24日                        | 0:10                           | 森町付近                       | 110 mm                         |
| 9月24日                        | 0:30                           | 静岡市南部山間部付近           | 120 mm                         |
| 9月24日                        | 0:30                           | 静岡市平野部付近               | 110 mm                         |
| 9月24日                        | 1:00                           | 島田市付近                     | 120 mm以上                     |
| 9月24日                        | 1:10                           | 川根本町付近                   | 110 mm                         |
| 9月24日                        | 1:20                           | 静岡市北部山間部付近           | 110 mm                         |
| 9月24日                        | 1:50                           | 静岡市平野部付近               | 110 mm                         |
| 9月24日                        | 1:50                           | 焼津市付近                     | 110 mm                         |
| 9月24日                        | 2:00                           | 静岡市南部山間部付近           | 110 mm                         |
| 9月24日                        | 2:00                           | 吉田町付近                     | 110 mm                         |
| 9月24日                        | 2:30                           | 静岡市平野部付近               | 120 mm以上                     |

## 雨量の記録
23日夜から24日未明にかけての1時間雨量の最大値は、静岡県西部から中部の広い範囲で100 mmを超えた。静岡では24日6時までの日最大24時間降水量が416.5mmに達した（1976年に観測始めて以来史上1位）。
| 1時間雨量の最大値（いずれもアメダス観測値、順位は観測当時のもの） | 1時間雨量の最大値（いずれもアメダス観測値、順位は観測当時のもの） | 1時間雨量の最大値（いずれもアメダス観測値、順位は観測当時のもの） | 1時間雨量の最大値（いずれもアメダス観測値、順位は観測当時のもの） |
| ----------------------------------------------------------------- | ----------------------------------------------------------------- | ----------------------------------------------------------------- | ----------------------------------------------------------------- |
| 静岡空港（牧之原市）                                              | 23日21:47まで                                                     | 110.0 mm                                                          | 観測史上1位                                                       |
| 静岡（静岡市駿河区）                                              | 24日2:07まで                                                      | 107.0 mm                                                          | 観測史上2位 9月の歴代1位                                          |
| 川根本町                                                          | 24日0:35まで                                                      | 99.5 mm                                                           | 観測史上1位                                                       |
| 菊川牧之原（菊川市）                                              | 23日21:21まで                                                     | 99.0 mm                                                           | 観測史上2位 9月の歴代1位                                          |
| 清水（静岡市清水区）                                              | 24日2:45まで                                                      | 95.5 mm                                                           | 観測史上2位 9月の歴代2位                                          |

また、静岡県や国土交通省が各地に設置している雨量計では、島田市伊久美127 mm（24日0:50まで）、島田市道悦126 mm（23日21:50まで）、藤枝市瀬戸谷117 mm（23日22:00まで）、藤枝市116 mm（23日22:00まで）、静岡市清水区日本平111 mm（24日2:40まで）、島田市川根町笹間107 mm（24日1:00まで）、静岡市清水区能島107 mm（24日2:20まで）、藤枝市岡部町宮島105 mm（23日22:20まで）、静岡市清水区和田島104 mm（24日2:00まで）、静岡市駿河区用宗100 mm（24日1:50まで）を観測した。
静岡県内では、24時間降水量の最大値が300 mmから400 mmを超え、静岡市駿河区416.5 mm（24日6:00まで）、静岡市鍵穴405.0 mm（24日4:00まで）、藤枝市高根山403.0 mm（24日3:40まで）、森町三倉360.5 mm（24日3:50まで）では24時間雨量の日最大値を更新し観測史上1位となった。気象庁以外（静岡県や国が設置）の雨量計では、23日16:00から24日6:00までの降水量が、島田市伊久美526 mm、掛川市黒俣379 mmを観測し、23日0:00から24日6:00までの降水量は、島田市伊久美546 mm、静岡市葵区平山493 mm、静岡市葵区俵沢462 mm、島田市川根町塩本441 mm、静岡市葵区奈良間425 mm、静岡市葵区玉川424 mm、静岡市清水区和田島419 mm、島田市川根町410 mm、静岡市葵区大沢406 mm、掛川市黒俣393 mm、磐田市岩室377 mm、浜松市天竜区春野町359 mmとなった。

## 影響・被害
| 人的被害   | 人的被害   | 人的被害 | 住家被害 | 住家被害 |
| ---------- | ---------- | -------- | -------- | -------- |
| 死者       | 死者       | 3人      | 全壊     | 6棟      |
| 行方不明者 | 行方不明者 |          | 半壊     | 1,802棟  |
| 負傷者     | 重傷       |          | 一部破損 | 1,724棟  |
| 負傷者     | 軽傷       | 6人      | 床上浸水 | 5,200棟  |
| 負傷者     | 程度不明   |          | 床下浸水 | 4,302棟  |
| 合計       | 合計       | 9人      | 合計     | 13,034棟 |

静岡市葵区で発生した山崩れにより中部電力の送電鉄塔2基が倒壊したため、静岡県では静岡市を中心に最大で12万軒を超える大規模な停電が発生した。
東海道新幹線は23日夕方から静岡 - 豊橋間で雨量規制のため運転を見合わせていたが、その後も雨が降り続いているため22時14分に運転を取りやめた。24日も始発から東京 - 三島間と名古屋 - 新大阪間で折り返し運転を行い12時に全線で運転を再開した。
東海道線は静岡県から愛知県にかけて相次いで運転見合わせを行い、その後天候が回復した豊橋 - 岡崎間は運転を再開した。しかし静岡県内での長く降り続く雨により豊橋以東の区間は復旧の目処が立たず24日も始発から沼津 - 豊橋間で運転見合わせを行った。その後順次運転再開していき25日0時ごろに全線再開した。
静岡鉄道は、狐ヶ崎駅～桜橋駅間の線路で約120 ｍにわたり6か所で路盤が崩落し、一時運転を見合わせた。
大井川鐵道は、大井川本線の神尾駅～福用駅間で採石場跡地と国道473号線から大量の土砂が線路内に流れ込んだほか、複数の個所で土砂の流入や倒木が発生し金谷駅～千頭駅間の全線で運転を見合わせている。また、井川線でも被害が相次ぎ千頭駅～井川駅間の全線で当面の間運転を見合わせることが発表された。
天竜浜名湖鉄道は、土砂の流入や倒木が発生した影響で、24日の始発から26日まで運転を見合わせた。
内閣府は、24日に静岡県内の23市町に対して災害救助法の適用を決めた。
静岡県知事の川勝平太は、26日に静岡市・川根本町の求めに応じ陸上自衛隊に対して災害派遣の要請をしたことを明らかにした。
静岡市清水区では興津川にある取水口に大量の流木や土砂が詰まった影響で、6万戸を超える大規模な断水が発生した。静岡県と市は「激甚災害」への指定を国に要望した。9月24日に発生した断水は、10月6日に全復旧した。2022年10月28日、政府はこの台風による大雨を激甚災害に指定することを閣議決定し、この政令は同年11月2日に公布されることになった。

## 関連する犯罪・問題行為
- AIで生成された浸水被害のデマ写真がTwitterなどで拡散され混乱を引き起こした[28]。